# Athemus bilamellatus
Athemus bilamellatus es una especie de coleóptero de la familia Cantharidae.

## Distribución geográfica
Habita en Bengala Occidental (India).